# 莫莱讷群岛
莫莱讷群岛（法語：archipel de Molène，法語發音：[aʁʃipɛl də mɔlɛn]）是法国布列塔尼大區菲尼斯泰尔省的一组群島，位于凱爾特海，由19座岛屿及小岛组成。